# ویکینگ هلی‌کوپتر سرویس
ویکینگ هلی‌کوپتر سرویس (به انگلیسی: Wiking Helikopter Service) یک شرکت هواپیمایی است که در تاریخ ۱۹۷۵ میلادی تأسیس شده است. دفتر مرکزی ویکینگ هلی‌کوپتر سرویس در برمن، آلمان واقع شده‌است.

## ناوگان هوایی

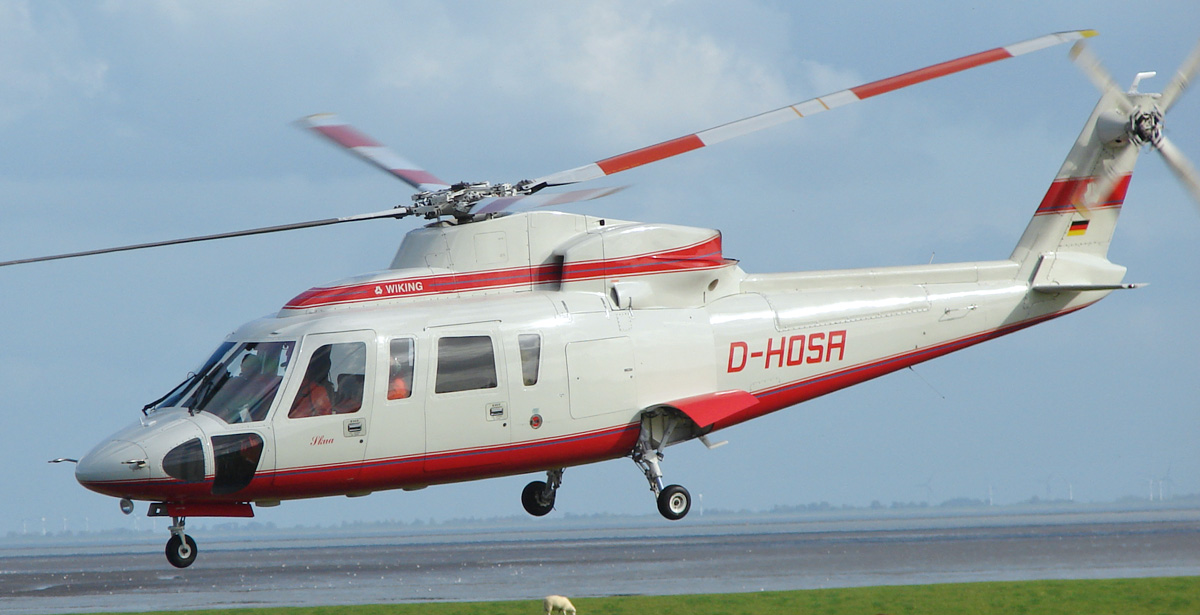
WIKING سیکورسکی اس-۷۶

در آوریل ۲۰۰۹ میلادی، ناوگان هوایی ویکینگ هلی‌کوپتر سرویس به شرح زیر بود:
- ۲ فروند سیکورسکی اس-۷۶A++
- ۱ فروند سیکورسکی اس-۷۶B